# Ley antisecesión de la República Popular China
La ley contra la secesión o ley antisecesionista (en chino tradicional, 反分裂國家法; en chino simplificado, 反分裂国家法; pinyin, fǎn fēnliè guójiā fǎ) es una ley de la República Popular China, adoptada el 14 de marzo del 2005 por el Congreso Nacional del Pueblo en la que se establece que la República Popular no reconoce a Taiwán como estado independiente, y se define la actitud de la China popular frente a una posible declaración de independencia de Taiwán. Fue aprobada con 2.896 votos a favor y 2 abstenciones.

## Antecedentes
- La República Popular China es el Estado establecido en el territorio de la China continental, con 1300 millones de habitantes, que se proclama como único representante legítimo de China y es el único Estado reconocido internacionalmente.

- La República de China, es el Estado que gobierna, de facto, la pequeña isla de Taiwán (23 millones de habitantes). Desde hace diez años, este Estado es una cuasi democracia, con distintos partidos reales. Ni la ONU, ni ningún país de influencia reconoce a este país el estatuto de estado, desde 1971, cuando los países miembros votaron a favor de que la República Popular ocupara el asiento correspondiente a China en la organización.

## Contenido de la ley antisecesión de 2005
Las ventajas promocionadas son sus palabras tranquilas, que quieren «preservar a la unidad china de manera pacífica» y al reconocer ciertos derechos y especificaciones a Taiwán, tal como ser provincia autónoma. Por otra parte, intenta legalizar el uso de «medios no-pacíficos» en el caso de declaración de independencia.
Esta ley intenta institucionalizar a la política de la República Popular China sobre el tema del estatuto de Taiwán. La ley insiste sobre la unificación pacífica de China (Artículo 2, 5), introduce la interpretación del problema de Taiwán por la República Popular China como antagonismo remanente de la guerra civil de 1946-1949 (en razón de la intervención estadounidense; Artículos 3 y 4); estipula los pasos que tiene que dar el gobierno de Pekín (RPC) (Artículo 6) y el principio de negociación pacífica e igual (Artículo 7); y da una definición legal (a nivel de la RPC) de las tres condiciones con las cuales el empleo de fuerza militar sería posible.
El punto fuerte de esta ley es sobrepasar los conflictos de los responsables chinos, al ser la nueva regla del juego, escrita, clara, para definir de manera precisa los objetivos de la RPC y las limitaciones (tan escasas) que la RPC se impone. Eso es una afirmación de la posición de la RPC, pero también una clarificación que da sus límites.

## Legitimidad
La Manifestación taiwanesa del 26 de marzo de 2005 contestó la legitimidad de esta ley el hecho de la ambigüedad del Estatus político de Taiwán. El territorio de Taiwán no está bajo la soberanía de la República Popular China. Esta ley fue adoptada sin consulta de la población taiwanesa o de sus representantes; la asamblea popular de RPC se supone que representa a la población, lo que no hace en realidad.

### Argumentos en favor
Algunos consideran que esta ley es legítima porque la mayoría de los estados del mundo reconocen a la República Popular China. Pero, este reconocimiento es exigido por la RPC como requisito a la apertura de toda relación diplomática, y la RPC tiene un peso internacional muy superior al de la RC. 
Los mismos consideran que esta ley está legitimada por la mayoría absoluta de los votos que ha obtenido del parlamento chino (de China continental), pero también por su rol de securisación de la situación regional y mundial: la ley es un acta de clarificación. De un lado la gente en RPC, en Taiwán, y en el mundo conocen de manera clara las límites que impone la RPC; de otro lado la autoridad de RPC se limita, de momento, en sus acciones de destrucción.

### Argumentos de los oponentes
En Taiwán se realizaron numerosas protestas, donde esta ley es considerada como un acto de amenaza. Organizada por el gobierno de Chen Shui-bian se congregó una manifestación en Taipéi el 14 de marzo, el mismo día en que la ley fue adoptada en la RPC.

Aunque presenta ciertos puntos que podrían gustar a los taiwaneses, no toma en cuenta la opinión de la población taiwanesa, ni de sus representantes elegidos democráticamente, al contrario de la Asamblea popular nacional.
La Manifestación taiwanesa del 26 de marzo de 2005 reunió más o menos a un millón de taiwaneses en las calles de Taipéi para denunciar las amenazas de esta ley.

## Reacciones en el mundo
En 2005, durante su viaje a China, el primer ministro francés Jean-Pierre Raffarin estuvo de acuerdo con el gobierno de la RPC, diciendo que esta ley "no contradice los principios de Francia sobre el problema de Taiwán", olvidando así el principio de autodeterminación.

## Consecuencia
Fue un medio bastante eficaz de comunicación. De manera legislativa, la posición de la República Popular China fue mejor entendida. Esta ley afirma la posición en contra de los taiwaneses militantes por la independencia oficial de Taiwán, tal como Chen Shui-bian quiere.
Considerada como legítima en RPC/China continental, esta ley queda dependiente del Estatus político de Taiwán y no es bien vista entre los taiwaneses. La ambigüedad del estatuto de Taiwán, el debate sobre este estatuto puede ilegitimar a esta ley denunciándola como unilateral al intentar aplicarse sobre un territorio -Taiwán- que no está bajo la soberanía de la China continental.